# Сапігієві оси
Сапігієві оси (Sapygidae) — родина перетинчастокрилих комах.

## Поширення
Родина включає 80 видів, що поширені по всьому світу, за винятком Австралії. У палеонтологічному літописі найдавніші представники родини відомі з бірманського бурштину з пізньої крейди.

## Опис
Sapygidae є клептопаразитами або паразитоїдами бджіл. Самиці відкладають яйця в гнізда одиночних бджіл, а їхні личинки пожирають як самих личинок, так і запасений для них корм.